# Borntal, Feuchtgebiet und Heide bei Allstedt
Borntal, Feuchtgebiet und Heide bei Allstedt bezeichnet ein FFH-Gebiet in der Stadt Allstedt im Landkreis Mansfeld-Südharz in Sachsen-Anhalt.

## Allgemeines
Das FFH-Gebiet ist circa 386 Hektar groß (beim Bundesamt für Naturschutz ist die Größe mit 381 Hektar angegeben). Der nordwestliche Teil des FFH-Gebietes ist als Naturschutzgebiet „Borntal“ ausgewiesen. Weiterhin überlagert es sich im Westen mit dem Landschaftsschutzgebiet „Unstrut-Triasland“ und grenzt im Osten sowie kleinflächig im Süden an dieses. Das FFH-Gebiet ist durch die Landesverordnung zur Unterschutzstellung der Natura 2000-Gebiete im Land Sachsen-Anhalt (N2000-LVO LSA) seit dem 21. Dezember 2018 rechtlich gesichert. Zuständige untere Naturschutzbehörde ist der Landkreis Mansfeld-Südharz.

## Beschreibung
Das aus vier Teilflächen bestehende FFH-Gebiet liegt südöstlich von Allstedt bzw. westlich von Querfurt und umfasst Teile des Allstedter Stadtwaldes mit dem Borntal sowie südwestlich, südlich und nördlich des Flugplatzes Allstedt liegende Wald- und Offenlandbereiche.
Die Wälder sind als Buchen- und Eichen-Hainbuchenwälder, die sich aufgrund der ehemals militärischen Nutzung des Flugplatzes Allstedt sowie der Ausweisung als Naturschutzgebiet am Borntal über Jahrzehnte weitgehend ungestört entwickeln konnten.
Die Eichen-Hainbuchenwälder sind überwiegend als Labkraut-Eichen-Hainbuchenwälder ausgebildet. Die von Trauben- und Stieleichen gebildeten Wälder stocken auf südexponierten Mittel- und Oberhängen des Borntals. In der Krautschicht siedeln neben Frühjahrsgeophyten unter anderem Waldreitgras, Bergrispengras, Waldknäuelgras, Hainrispengras, Maiglöckchen, Große Sternmiere, Echter Wurmfarn und Zweiblättriges Schattenblümchen. Auf Plateaulagen kommen die Eichen-Hainbuchenwälder zusammen mit Hainsimsen-Buchenwäldern vor. An den nährstoffreicheren Unterhängen und in den Tälern des Borntals stocken Waldmeister-Buchenwälder, unter anderem mit Vorkommen von Aronstab, Haselwurz und Geflecktem Lungenkraut in der Krautschicht. Im Borntal sind auch Erlen-Eschenwälder unter anderem mit Großem Zweiblatt und Gelbem Eisenhut ausgebildet. Auf Flächen um den Flugplatz stocken Eichen-Hainbuchenwälder in der Ausprägung Sternmieren-Eichen-Hainbuchenwald.
Insbesondere an den Enden der Start- und Landebahn sind trockene Heiden ausgebildet. Neben Besenheide siedeln hier Rotes Straußgras, Borstgras, Rotschwingel, Kleines Habichtskraut und Gewöhnliches Ferkelkraut. Stellenweise sind Abgrabungsgewässer mit unterschiedlicher Wasservegetation zu finden, darunter Vorkommen von Gewöhnlichem und Verkanntem Wasserschlauch, Gemeinem Wasserhahnenfuß und Sumpfwasserstern. Die Stillgewässer sind vielfach von Röhrichten, Binsen- und Seggenbeständen umgeben.
Das FFH-Gebiet ist als Teil des Ziegelrodaer Forstes Lebensraum der Wildkatze. Weiterhin sind die Wälder zusammen mit dem Offenlandbereichen Lebensraum und Jagdhabitat für verschiedene Fledermausarten, darunter Großes Mausohr, Mopsfledermaus, Bechsteinfledermaus, Große und Kleine Bartfledermaus sowie Braunes und Graues Langohr. Die Fledermäuse nutzen unter anderem ehemalige militärische Liegenschaften des Flugplatzes als Winterquartiere. Die Stillgewässer sind Lebensraum für Springfrosch, Kleiner Wasserfrosch, Moorfrosch, Laubfrosch, Grasfrosch, Teichfrosch, Seefrosch, Knoblauchkröte, Kreuzkröte und Kammmolch. Weiterhin sind hier rund 30 Libellenarten heimisch, darunter Große Moosjungfer, Nordische Moosjungfer, Torfmosaikjungfer, Kleine Moosjungfer, Gefleckte Heidelibelle, Schwarze Heidelibelle und Kleine Binsenjungfer. Die Offenlandbereiche sind Lebensraum verschiedener Heuschrecken. Die Wälder sind Lebensraum unter anderem für die Spechtarten Grauspecht, Schwarzspecht und Mittelspecht sowie den Schwarzstorch. Bei einer Kartierung der Avifauna im Jahr 1998 wurden 60 Brutvogelarten im Gebiet festgestellt, im Jahr 2004 sogar 81.